# Diplurodes fimbripedata
Diplurodes fimbripedata är en fjärilsart som beskrevs av W. Warren 1900. Diplurodes fimbripedata ingår i släktet Diplurodes och familjen mätare. Inga underarter finns listade i Catalogue of Life.